# Drury
Drury is een kleine plaats in het Franklin District in de regio Auckland op het Noordereiland van Nieuw-Zeeland. Het ligt 12 kilometer noordoost van Pukekohe.
Drury had vroeger een militaire basis, maar na sluiting liep het inwonertal sterk terug.